# سيرجيو راميريز
سيرجيو راميريز (بالإسبانية: Sergio Ramírez Mercado)‏ هو كاتب وصحفي ومحامي وسياسي نيكاراغوي، ولد في 5 أغسطس 1942 في Masatepe ‏ في نيكاراغوا. نشط حزبياً في Unaffiliated ‏. وقد انتخب عضو الجمعية الوطنية في نيكاراغوا وانتخب نائب رئيس نيكاراغوا ‏.

## وصلات خارجية
- الموقع الرسمي
- سيرجيو راميريز على موقع مونزينجر (الألمانية)